# Guerra mundial Z (película)
Guerra mundial Z (en inglés World War Z) es una película estadounidense postapocalíptica de 2013 dirigida por Marc Forster y protagonizada por Brad Pitt. Está basada en la novela homónima de Max Brooks.

## Trama
Gerry Lane, antiguo trabajador de las Naciones Unidas, está en el coche con su familia, en Filadelfia, cuando de repente se desata el caos en la ciudad. Gerry ve cómo las personas saltan unas sobre otras, y ocurre algo que lo deja atónito: las personas se están mordiendo unas a otras y desarrollan una gran violencia. Al presenciar esto, ve el momento exacto en el que una persona muerde a otro hombre y Gerry cuenta el tiempo que ocurre desde la mordida hasta el cambio, sufriendo la persona violentas convulsiones. A partir de esto a los 12 segundos, la persona obtiene un comportamiento animalístico y violento, por lo que Gerry deduce que están siendo infectados con alguna enfermedad extraña. Entonces recibe una llamada de Thierry Umutuni, su antiguo amigo y actual secretario general adjunto de la ONU. Éste le pide que vuelva a colaborar con la organización, y a cambio, les ofrece evacuarlos en helicóptero.
Gerry, su mujer Karen y sus dos hijas, Constance y Rachel, huyen hacia un supermercado local para encontrar suministros y un remedio para el asma de Rachel, siendo ayudados por un delincuente que justo se encontraba allí. El caos es tal que ni la policía detiene a las personas que saquean todo lo que encuentran. Salen de ahí para adentrarse en un edificio, y son ayudados por un niño llamado Tomás, que está con su familia en su apartamento. Aquí los reciben inmigrantes en Estados Unidos de algún país, cuyo idioma era el español. Sin embargo Tomás, al saber inglés les traduce. Gerry le dice a su familia que deben salir de ahí o nunca serán rescatados. El padre de Tomás, inquieto, abre la puerta y los deja salir. Luego vuelve a abrir para ver si hay más sobrevivientes, pero es atacado por un infectado. Tomás logra salir y los alcanza y, en el proceso, Gerry los combate con un rifle pero un infectado le escupe sangre en la boca. Gerry se aleja de su familia por un momento parándose en el borde de la azotea del edificio pensando que va a ser infectado, pero esto no ocurre. Un helicóptero llega y todos son llevados a un buque, situado a 300 km al este de la costa de Nueva York, donde un equipo de científicos, médicos, profesores y militares está analizando el alcance de la epidemia en todo el mundo. 
Un virólogo de la Universidad de Harvard, el doctor Andrew Fassbach, sostiene que la plaga es un virus, cuyo origen debe ser encontrado para desarrollar una vacuna. Debido a su experiencia como exinvestigador de la ONU, Gerry tiene la tarea de ayudar a Fassbach a encontrar la fuente del brote. La esposa de Gerry se niega ya que sabe que tal vez no se vean de nuevo, pero Gerry le advierte que si no coopera, los echarán del barco a ella y los niños. Antes de partir, le da un teléfono satelital y le dice que la llamará una vez al día.
Gerry viaja a una base militar de Corea del Sur con Fassbach y un equipo de marines como escolta, en donde son atacados y Fassbach muere tras caerse y dispararse en la cabeza con su arma por error. Allí logran observar la fuente de la infección y logran salir por poco, muriendo muchos en el proceso, excepto Gerry y el piloto del An-12 en el que viajan. Gunter Haffner, un exagente de la CIA encarcelado por traición, ya que facilitó una venta de armamento ilegal a Corea del Norte, le dice a Gerry que debe ir a Jerusalén, donde el Mossad israelí junto al gobierno de ese país estableció una zona de seguridad justo antes del brote de la epidemia, lo que implica que Israel podría haber tenido conocimiento previo de la pandemia.
En Jerusalén, Gerry conoce a Jurgen Warmbrunn, agente del Mossad, quien le explica que meses antes esa agencia interceptó las comunicaciones de un general del ejército de la India, quien afirmó que las tropas de ese país luchaban contra los rakshasas (zombis). Con este conocimiento y el uso de una política conocida como la «Regla del décimo hombre», el país se pone en cuarentena dentro de un enorme muro de contención y rescatando a los sanos, independientes de su nacionalidad o religión. Toda la gente, en un momento de júbilo colectivo, comienzan a cantar cánticos propios del medio oriente, pero al utilizar altavoces, hacen demasiado ruido y esto atrae a los infectados. Gerry les advierte, frenético, que dejen de hacer ruido, pero varios infectados logran saltar el muro trepándose unos a otros y se desata el pánico entre la gente, que empieza a huir en todas direcciones. Jurgen ordena a varios de sus soldados a que escolten a Gerry hasta el aeropuerto. Durante el caos, Gerry se da cuenta de que varios civiles son completamente ignorados por los zombis, como un anciano y un joven que al parecer tiene cáncer (cosa que antes ya había pasado, con un soldado rengo en la base de Corea del Sur y con un vagabundo en Filadelfia, aunque este último no fue visto por Gerry). Durante un combate con los zombis, Segen, una soldado israelí que escoltaba a Gerry, es mordida en la mano y Gerry se la amputa con su cuchillo para impedir que sea infectada. Tras una frenética carrera por la ciudad, llegan al aeropuerto y logran ponerse a salvo subiendo a un avión de una aerolínea Bielorrusa que planea dirigirse a Chipre, justo antes que las hordas de zombis invadan la pista y ataquen a los que quedaron atrás, lo cual también ocurre en toda la ciudad.
Durante el vuelo Gerry contacta a Thierry y le explica que tiene una hipótesis sobre el comportamiento del virus y le pide ayuda para encontrar el centro de investigación de armas bacteriológicas más cercano, que resulta estar en Cardiff (Gales). Mientras, en el avión se ha colado un zombi, que ataca a una azafata. El avión entero comienza a infectarse y Gerry le dice a los demás pasajeros que armen un muro de contención con lo que puedan encontrar, pero a un pasajero se le cae una maleta, alertando a los zombis de su presencia. Al ver que los infectados se aproximan, Gerry lanza una granada fragmentaria que llevaba Segen y hace explotar parte del fuselaje del avión, que provoca una descompresión y los pilotos hacen un violento aterrizaje de emergencia, destruyéndose la aeronave entera y muriendo en el proceso.
Segen y Gerry sobreviven a duras penas y logran llegar bastante maltrechos al centro de investigación de Cardiff. Al cabo de tres días, Gerry despierta atado a una camilla, pero está curado de una herida que tenía producida por una pieza del avión que se le había incrustado en el cuerpo. Allí le dice a los hombres que le interrogan que llamen por su teléfono satelital y que hablen con Thierry, quien les revela la identidad de Gerry. Una vez que se tranquilizan y lo liberan, Gerry revela su hipótesis: que el infectado no muerde a las personas que están gravemente heridas, con enfermedades graves o enfermos terminales, ya que serían inadecuados como anfitriones, lo que se traduce en que los infectados sólo muerden a personas sanas. Gerry les pide que le den un patógeno mortal pero curable, a lo que le responden que eso fue lo primero que intentaron con los infectados pero sin éxito, ya que lo que un patógeno necesita para reproducirse es un huésped vivo. Pero Gerry les dice que no es para los infectados sino para ellos, y que no es una cura, sino un camuflaje. La bióloga que habla con él, sin embargo, le responde que la única forma de probar su teoría es que alguien se inyecte el patógeno, y enfrentarse a los infectados cara a cara. Pero hay un problema: los patógenos están almacenados en el ala B del edificio, en donde un científico trabajaba con unas muestras que le habían enviado y tras una cortadura en su mano se infectó con el virus y consecuentemente atacó a las personas que estaban ahí. Tras ver con las cámaras de vigilancia, descubren que las 80 personas que trabajaban en esa área están convertidas en zombis y que el puente de acceso al ala B fue bloqueado por los sobrevivientes para mantenerse a salvo lejos de los zombis. 
Gerry, Segen, y tres de los trabajadores, incluyendo al jefe de operaciones del Centro, se protegen las extremidades con tela y plásticos y se arman con lo que encuentran, despejan sin hacer ruido la entrada y entran al edificio. Tratan de llegar al lugar evitando ser vistos por los infectados, pero accidentalmente hacen ruido y se crea un eco enorme en el edificio. Al escuchar el ruido, los zombis enloquecen y corren tras ellos. Durante la huida, Gerry y el grupo se separan. Segen mata a los zombis que puede disparándoles. Todos llegan al puente y les abren la puerta, logrando entrar justo a tiempo para detener a los infectados. Gerry llega al cuarto donde almacenan las muestras pero se encuentra de frente con un infectado que lo ataca frenético, pero Gerry lo mata de un certero golpe en la cabeza con un hacha. Gerry ve que la puerta está protegida con una cerradura electrónica, pero la bióloga lo llama y le da la clave para entrar. Una vez dentro, está indeciso de cuál muestra tomar, así que toma varias y las coloca en una caja junto con algunas jeringas, pero cuando se dispone a abrir la puerta para salir un infectado le bloquea el paso. Gerry, al verse atrapado, decide probar su teoría. Escribe en un papel un mensaje y lo muestra a la cámara, dejando ver lo que anotó: "Díganle a mi familia que la amo", esto en caso de que algo salga mal. Acto seguido, se inyecta el contenido de uno de los frascos de muestras, mira la hora y espera. Luego de varios minutos, Gerry abre la puerta y el infectado se le para enfrente mirándole a los ojos, pero la criatura lo ignora completamente, dando a entender que la teoría de Gerry es efectiva. Gerry sale del cuarto atrapando al infectado dentro, bebe un refresco en lata de una máquina despachadora y suelta todas las latas de golpe para hacer ruido y llamar la atención de los zombis, que corren enloquecidos hacia el ruido mientras esquivan a Gerry. Le abren la puerta para recibirlo y una vez a salvo, le colocan la vacuna para el patógeno que se inoculó, salvándole la vida.
Al final, Gerry vuela a Freeport (Nueva Escocia) en donde se reúne felizmente con su familia, mientras que se crea una vacuna derivada de patógenos mortales para distribuirla, la cual sirve para evitar que la gente sana sea detectada por los infectados. La vacuna tiene éxito en gran parte del mundo y en diferentes países del mundo, la gente empieza a combatir con éxito a los infectados de distintas formas, incluso utilizando bombas nucleares. Se ve que una inmensa parte de la población mundial fue diezmada por el virus ya que casi todos fueron contagiados y que la lucha por sobrevivir apenas comienza.

## Elenco
- Brad Pitt como Gerry Lane, antiguo investigador de la ONU retirado y un experto investigando en lugares de guerra
- Mireille Enos como Karen Lane, esposa de Gerry y madre de sus dos hijas.
- Fana Mokoena como Thierry Umutuni, el mejor amigo de Gerry y actual subsecretario de la ONU.
- Daniella Kertesz como Segen, una soldado israelí.
- Elyes Gabel como el joven doctor Andrew Fassbach, virólogo de la Universidad de Harvard.
- James Badge Dale como Speke, un militar estadounidense.
- David Morse como Gunter Haffner, un exagente de la CIA que ―debido al crimen de traición contra su nación― vive en una cárcel abandonada.
- David Andrews como el capitán Mullenaro.
- Sterling Jerins como Constance Lane, la hija menor de Gerry y Karen.
- Abigail Hargrove como Rachel Lane, la hija mayor de Gerry y Karen.
- Ernesto Cantu como el padre de Tomás.[3]
- Vicky Araico como la madre de Tomás.[4]
- Matthew Fox como un soldado SEAL enviado por Thierry Umutoni para rescatar a la familia Lane en la ciudad de Newark.
- Ludi Boeken como Jurgen Warmbrunn, agente israelí del Mossad.
- Lucy Aharish como una joven palestina.
- Grégory Fitoussi como el piloto del avión militar C130.
- Nikola Đuričko como el piloto del avión de Belarus Airlines.
- Se nombra a un tal Denis Ischenko como el otro tripulante del avión de pasajeros, sin embargo, y seguramente debido a que el grupo del rock alternativo Muse participó en la banda sonora de la cinta, el que parece ser el verdadero tripulante es el baterista del grupo musical, Dominic Howard.
- Peter Capaldi como un doctor de la OMS.
- Pierfrancesco Favino como el jefe del centro secreto de armas químicas de la OMS; perdió a su esposa y a su hijo en Roma.
- Moritz Bleibtreu como un investigador en el centro de guerra bacteriológica en Gales.
- Ruth Negga como una investigadora en el centro de guerra bacteriológica en Gales.
- Michiel Huisman como Ellis.
- Fabrizio Zachare Guido como Tomás.

## Producción
En 2006, las productoras Paramount Pictures y Plan B Entertainment se hicieron con los derechos de la novela Guerra mundial Z, superando la oferta de la productora de Leonardo DiCaprio Appian Way. Un año después, Michael Straczynsky recibió el encargo de escribir el guion y definió la película como un thriller similar a Todos los hombres del presidente (1976), Niños del hombre (2006) y la saga de Jason Bourne.
El guion no fue aceptado y en el año 2009, contrataron al guionista Matthew Michael Carnahan, hermano del director Joe Carnahan, para reescribir la historia. Un año después, Variety confirmó que el último guion se encontraba solo a la espera de la luz verde por parte del estudio. El 16 de junio de 2011 se confirmó que Brad Pitt se encontraba en Malta rodando la película y que habría escenas rodadas en el Reino Unido y Hungría. El 6 de noviembre de 2012 se lanzó un adelanto del primer tráiler de la película.

### Rodaje
La cinta se filmó en Malta, Londres, Budapest y Escocia.

## Estreno
Originalmente, la película se iba a estrenar el 3 de agosto de 2008, pero debido a varios problemas durante el rodaje su estreno se postergó hasta el 20 de junio de 2009, especialmente por las constantes revisiones del guion y las diferencias creativas entre el director y los productores, quienes definían la parte final del guion como incongruente y carente de sentido, lo que obligó al director a volver a rodar la película desde el tercer acto e incluso cambiando el verdadero final que incluía una épica batalla en la ciudad de Moscú, que se definía como la primera gran ofensiva contra los muertos vivientes, y relegando el papel de Matthew Fox a apenas dos líneas, cuando originalmente iba a tener un papel que se definía como una especie de villano.

## Recepción
Finalmente la película se estrenó el 21 de junio de 2013 a través de Paramount Pictures recibiendo críticas favorables a positivas quienes elogiaron las secuencias de suspenso, terror y acción, también actuaciones (en especial la de  Pitt), maquillaje de los zombis, efectos visuales y montaje: pero criticaron la falta de fidelidad al libro, pero aun así la película fue un éxito en taquilla recaudando 540 millones USD en contra de un presupuesto de 190 millones USD, además está fue la primera película de zombis en recibir la clasificación PG-13[cita requerida], ya que las películas de Resident Evil recibían la clasificación R. Con el tiempo la obra cinematográfica se convirtió así en la decimotercera película más taquillera de 2013.

## Diferencias y similitudes con la novela
A pesar de que Max Brooks, escritor de la novela Guerra mundial Z (2006), afirmó en 2009 que estaba emocionado con la adaptación cinematográfica, agregó: "Protagonizada por Brad Pitt sólo sigue el libro en el título; lo demás es un largo episodio de The Walking Dead con final feliz. La obra original es otra cosa." La película adapta algunas cosas de la novela original, como el paciente cero donde en la película se menciona que el primer infectado fue un soldado surcoreano que desapareció una semana tras realizar una misión de reconocimiento, entonces el doctor militar de la base fue al campo para confirmar su muerte y fue infectado por el militar, donde más tarde la infección se extendió en la base militar tras el regreso del doctor, empezando el primer brote masivo en Corea del Sur; mientras que en la novela el paciente cero es un niño chino que mientras buceaba, "algo" le mordió en la inundada ciudad de Danchang y la infección se expandió en todo el mundo tras el tráfico indiscriminado de órganos.
En esa misma escena de la película, un agente de la CIA que fue arrestado por vender armas a Corea del Norte, le menciona a Gerry que las armas solo eran medidas parciales para una solución de emergencia y que desde hace tiempo el gobierno norcoreano (antes del brote en Corea del Sur) había ordenado la eliminación de dientes a todos sus ciudadanos en menos de 24 horas, ya que "sin dientes, no habría propagación". Mientras que en la novela Corea del Norte simplemente bloqueó el turismo y se escondió completamente del mundo, llevándose a sus informantes en el extranjero de nuevo a Norcorea, para esconder a sus ciudadanos en búnkeres subterráneos unidos en todo el territorio, dejando al país deshabitado en su superficie, aprovechando las montañas y los mares que rodeaban el territorio que estaban siendo vigilados por militares escondidos con armamento pesado, siendo considerada como la frontera mejor vigilada de todo el mundo.
En la película, la similitud más cercana al libro es que durante la investigación en Corea del Sur, el agente de la CIA le dice más tarde a Gerry que vaya a Israel, que se bloqueó completamente del mundo con un muro que fue construido meses antes de la infección; esto hace referencia en el libro que mientras el virus se extiende, Palestina e Israel hacen las paces y forman una sola nación llamada Estado Unificado de Palestina y juntos construyen un muro gigantesco vigilado las 24 horas por la fuerza aérea de ambas naciones.
Cuando Gerry llega a Palestina, encuentra a Jurgen Warmbrunn, un agente judío que le menciona a Gerry que meses antes del primer brote en Corea del Sur, llegó un mensaje de advertencia proveniente de la India en la que mencionaban que estaban peleando contra los Ráksasa (muertos vivientes, literalmente). Esto hace referencia a la novela, que durante los primeros meses del brote, Irán y Pakistán se destruyeron mutuamente con armas nucleares en un momento de desesperación cuando los refugiados de ambos bandos se estaban infectando cada vez más y años después de la destrucción de ambos países, mientras que unos zombis llegaron a la India para infestar gran parte del norte. Ya que también Jurgen le dice a Gerry que la India ya es un caso perdido, en la novela el ejército hindú después de una gran recuperación se preparó para la guerra en sus fronteras, con un arma llamada Lobotomizador la cual se usaba en los combates cuerpo a cuerpo para destrozar la cabeza de los zombis.
En la novela, los perros eran un punto de detección muy importante cuando había infectados, ya que el virus se propagaba de forma muy lenta y en la película el virus tardaba 12 segundos en propagarse en todo el sistema cerebral en el humano.    
Al final de la película, mencionan que Rusia se levantó después de una sangrienta y feroz lucha en Moscú, esto es una referencia a que en la novela Rusia fue un país sumamente afectado por el brote zombi, más la mafia, las drogas y el sida que provocaron una baja tasa de natalidad y mortalidad en muchos niños y jóvenes, Rusia fue uno de los primeros países en levantarse y crear un nuevo régimen para el bienestar de su país y a nombre de todos los caídos se renombró como Sagrado Imperio Ruso.
En esa misma escena mencionan que la Ciudad de México es una pérdida total, esto es una referencia al libro de que México después de su recuperación, cuando la Ciudad de México se salvó de uno de los peores brotes se renombró como Aztlán.

## Secuela cancelada
Paramount Pictures anunció una secuela para 2014. Brad Pitt, quien también produce la franquicia con su propia compañía, ha entablado diálogo con el director David Fincher para encabezar la secuela de la Guerra mundial Z.
La película anteriormente se produciría y rodaría en el año 2016 para un previsto estreno en 2017, pero esto no se pudo realizar, debido a que la película no tenía fecha de producción y tampoco un director, hasta que David Fincher expresó sus deseos y sus ideas para dirigir la segunda parte, aunque no existió un acuerdo con Paramount y el proyecto se quedó en la nube. En el año 2017, el director español Juan Antonio Bayona estuvo interesado en el proyecto pero salió de éste debido a que Paramount no le dio el tiempo que él requería para poder dirigir la cinta. 
David Fincher al ser ya confirmado como el director en 2017, estaba ocupado dirigiendo y produciendo Mindhunter, serie que sería distribuida por Netflix, pero también decidió que no sería buena idea producir el filme hasta que hubiera una historia decente para la secuela de la película.
A inicios de marzo del año 2018, Brad Pitt, productor de la secuela, informó que tendrían que retrasar de nuevo la película debido a que tenía una agenda llena junto con el actor Leonardo DiCaprio, ya que ambos serían los protagonistas del film Érase una vez en Hollywood, del director Quentin Tarantino, y afirmó que la película se rodaría en otoño del año 2018 para tener tiempo y terminar el rodaje lo más pronto posible y estrenarse en agosto del año 2019.
Finalmente Paramount decidió cancelar la secuela a causa de su enorme presupuesto.